# عنکبوت‌های سرگردان
عنکبوت‌های سرگردان (Ctenidae) نام خانواده‌ای از عنکبوتها است.
این خانواده ۳۹ سرده و ۴۷۲ گونه را دربر می‌گیرد.